# الشرجة (الخابورة)
الشرجة منطقة سكنية تقع في ولاية الخابورة، التابعة لمحافظة شمال الباطنة في سلطنة عمان. يقدر عدد سكانها بـ 6 نسمة حسب إحصاء عام 2010 التابع للمركز الوطني للإحصاء والمعلومات الحكومي. رمز المنطقة هو 60530514.

## الوصلات الخارجية
- المركز الوطني للإحصاء والمعلومات، سلطنة عمان